# Swedish Chamber Orchestra
Le Swedish Chamber Orchestra (Svenska Kammarorkestern en suédois), aussi connu en français sous les appellations « Orchestre de chambre suédois » ou « Orchestre de chambre de Suède », est un orchestre de chambre suédois basé à Örebro.

## Présentation
Le Swedish Chamber Orchestra, fondé sous ce nom en 1995 en tant qu'orchestre résident d'Örebro, résulte de la fusion d'un orchestre à cordes, l'Örebro Kammarorkester, et d'un ensemble à vent, l'Örebro Kammarblåsare.  
Le premier directeur musical de la formation est Thomas Dausgaard, en 1997, qui accompagne depuis lors le développement de l'orchestre,.  
Aujourd'hui, l'ensemble, constitué de 39 membres, est le seul orchestre de chambre professionnel permanent de Suède.  
Le Swedish Chamber Orchestra a produit plus d'une trentaine d'enregistrements discographiques, sous les labels Simax (intégrale remarquée des symphonies de Beethoven), Hyperion, Naxos et BIS notamment,.  
Depuis 2019, Martin Fröst est le nouveau chef permanent de l'orchestre,.  